# 朔方郡
朔方郡（さくほう-ぐん）は、中国にかつて存在した郡。漢代に現在の内モンゴル自治区オルドス市とバヤンノール市にまたがる地域に設置された。北魏以降は現在の陝西省楡林市周辺に置かれた。

## 概要
秦代の新秦中郡を前身とする。
紀元前127年（前漢の元朔2年）、朔方郡が立てられた。朔方郡は并州に属し、三封・朔方・修都・臨河・呼遒・窳渾・渠搜・沃野・広牧・臨戎の10県を管轄した。王莽のとき、溝搜郡と改称された。
後漢が建てられると、朔方郡の称にもどされた。朔方郡は臨戎・三封・朔方・沃野・広牧・大城の6県を管轄した。215年（建安20年）、朔方郡は廃止された。235年（三国魏の青龍3年）、朔方郡が再び設置された。
晋のとき、朔方郡は後趙の石勒に占領されて、朔州が置かれた。前秦が混乱すると、赫連勃勃が朔方を本拠に夏を建国し、統万城を築いた。
427年（北魏の始光4年）、北魏の太武帝が統万を占領すると、統万鎮が置かれた。487年（太和11年）、統万鎮は夏州と改称され、夏州の南に朔方郡が置かれた。513年（延昌2年）、東夏州が置かれ、朔方郡は東夏州に属した。魏平・政和・朔方の3県を管轄した。
583年（開皇3年）、隋が郡制を廃すると、朔方郡は夏州に改められた。607年（大業3年）に州が廃止されて郡が置かれると、夏州は朔方郡と改称された。巌緑・寧朔・長沢の3県を管轄した。
628年（貞観2年）、梁師都が平定されると、朔方郡は唐の夏州となった。夏州は徳静・巌緑・寧朔・長沢の4県を管轄した。742年（天宝元年）、夏州は朔方郡と改称された。758年（乾元元年）、朔方郡は夏州と改称され、朔方郡の呼称は姿を消した。